# OH! MY CHANNEL!
『OH! MY CHANNEL!』（オー！・マイ・チャンネル！）は、2020年3月28日から東海ラジオで放送されているラジオ番組。大前りょうすけが出演する「OH! MY」シリーズの第四弾。

## 概要
お笑いコンビ『プリンセス金魚』の大前りょうすけが出演する「OH! MY」シリーズの第四弾のラジオ番組。Radio NEOで放送されていた「OH! MY MORNING!」・「OH! MY SATURDAY!」・「OH! MY WEEKEND SP!!」が放送局と大前の所属事務所であるワタナベエンターテインメントとの関係上の問題から2019年12月をもって打ち切りとなり、その3ヶ月後の2020年3月からは放送局を同じ東海圏をエリアとするAMラジオ局 東海ラジオに拠点を移して、新たに「OH! MY CHANNEL!」としてシリーズの継続と共に番組が放送されている。
2020年9月26日までは基本として、毎週土曜日の11:00 - 12:00にのみ放送。大前は、土曜日に当番組の本番を終えると、夕方から『大前りょうすけのちょいバズ!』（当番組と同時にCBCラジオで放送を開始した生ワイド番組）でもパーソナリティも務めている。
ただし、2020年4月21日（火曜日）から6月18日（木曜日）までは、毎週火曜日 - 金曜日の19:00 - 21:30に『OH! MY CHANNEL! スペシャル』も編成されていた。当番組の開始前（2020年初頭）から日本国内で新型コロナウイルスへの感染が拡大している影響で、同年の日本プロ野球（NPB）レギュラーシーズンの開幕が当初予定の3月20日から何度も延期されたことから、延期後の開幕日が（6月19日に）設定されるまでの暫定措置として『東海ラジオ ガッツナイター』火 - 金曜分（本来は編成上『村上和宏のドラゴンズステーション』に内包）の代替番組扱いで急遽立ち上げられた。
2020年NPBレギュラーシーズンの開幕後は土曜日だけの週1回放送に戻っていたが、同年の10月改編（9月28日）から、放送枠を毎週月 - 金曜日の12:25 - 15:00に移動。放送時間も、60分（1時間）から155分（2時間35分）に拡大する。
2022年秋の改編で、平日帯ワイドを全面的に再編成する関係上、放送枠を13:00 - 15:00に短縮する。
『ぶっつけワイド』や『宮地佑紀生の聞いてみや〜ち』『イチヂカラ!』同様、名古屋のタレント・アナウンサーが東海ラジオ平日昼ワイドを担当する形式も引き継いでいる。

## 放送時間

### 現在
- 毎週月曜 - 金曜  13:00 - 15:00（2022年9月26日 - ）

### 過去
- 毎週土曜 11:00 - 12:00（2020年3月28日 - 9月25日）

ラジオショッピングコーナーを2回挿入する関係で、本編の放送時間は35分程度。
- 毎週月曜 - 金曜  12:25 - 15:00（2020年9月28日 - 2022年9月23日）

場合によっては12:25 - 14:45、12:00 - 14:00までの短縮放送になる場合が有る。

## 出演
- 大前りょうすけ（プリンセス金魚）

### 代演
|   | 出演者           | 放送日                             | 備考                                                                                 |
| 1 | 町田こーすけ     | 2021年7月30日                      |                                                                                      |
| 2 | 山口千景         | 2023年4月10日、11日 2024年2月22日  | 2023年4月の代演は大前が新婚旅行による休暇のため、2024年2月の代演は大前が休暇による。 |
| 3 | 川村茉由         | 2023年4月12日 - 14日 2024年2月21日 | 2023年4月の代演は大前が新婚旅行による休暇のため、2024年2月の代演は大前が休暇による。 |
| 4 | 平松伴康         | 2023年4月17日 - 19日 2024年2月20日 | 2023年4月の代演は大前が新婚旅行による休暇のため、2024年2月の代演は大前が休暇による。 |
| 5 | 市野瀬瞳         | 2024年9月9日・13日                 | 大前の夏季休暇による代演。                                                           |
| 6 | アンダーポイント | 2024年9月10日 - 12日               | 大前の夏季休暇による代演。                                                           |
| 7 | IRENE            | 2024年10月11日                     | 大前の休演による代演、Bre:ezeと掛け持ちで出演した。                                  |

### コーナー出演
| コーナー名                   | 出演者     | 備考                 |
| OH! MY WEEKLY ADVICE!        | Dr.コパ    |                      |
| OH! MY Man&Woman!            | ねね       |                      |
| OH! MY CINEMA!               | ヴィトル   |                      |
| DRIVER'S REPORT              | 石川由香里 |                      |
| DRIVER'S REPORT              | 薬真寺伽帆 | レポートドライバー。 |
| OH! MY SAX!                  | 三輪一登   |                      |
| 多田木deいただき!ニクよう日! | 多田木亮佑 |                      |
| 多田木deいただき!ニクよう日! | 中田絵美子 |                      |

## コーナー

### 2024年9月現在[4]

#### 13時台
- OH! MY WEEKLY ADVICE!（月）
- OH! MY 調査隊!（火）
- OH! MY Man&Woman!（水）
- OH! MY WORLD!（木）
- OH! MY TOPICS!（金）
- police journal（火、奇数週）

#### 14時台
- 夕刊エクスプレス
- 教えて！あかひげ先生（月）
- OH! MY SAX!（火、奇数週）
- ピカピカハッピー!! OH! MY DENTAL!（火、偶数週）
- そんなあなたにこの曲を（水）
- 多田木deいただき!ニクよう日!（木）
- OH! MY DRIVE!（金）
- OH! MY 危機一髪

## OH! MY CHANNEL! スペシャル

### 放送時間
- 毎週火曜 - 金曜 19:00 - 21:30

### パーソナリティ
- 大前りょうすけ（プリンセス金魚）
- デラスキッパーズ（アシスタント、2人が隔日で日替わり）

### タイムテーブル
2020年6月現在のタイムテーブルであり、時間に関しては日によって変動する場合がある。
- 19:00 オープニング
- 19:08 OH! MY TOPICS!
- 19:23 メッセージ紹介
- 19:27 OH! MY 杯（カップ） 妄想ダービー 出場馬発表
- 19:37 メッセージ紹介
- 19:40 レポドラのブレイクタイム - 伊藤静香、石川由香里（曜日替わり）
- 19:50 OH! MY 杯（カップ） 妄想ダービー 試合・結果発表
- 20:00 20時台オープニング（デラスキッパーズ登場）
- 20:10 曜日レギュラーコーナー
- 20:38 思い出リクエスト
- 20:45 初投稿さん、おいでやす・メッセージ紹介
- 21:00 スナック大前
- 21:20 エンディング・初投稿さん、おいでやす

### コーナー

#### レギュラー
- OH! MY TOPICS!
- OH! MY 杯（カップ） 妄想ダービー
- OH! MY 情報局
- 思い出リクエスト
- スナック大前

#### 曜日レギュラー
- 聞いてよ大前CHAN!
- OH!喜利時間
- 東海ラブストーリー
- OH! MY 総理